# Final da Taça da Liga de 2010–11
A final da Taça da Liga de 2010–11 foi uma partida de futebol jogada no dia 23 de abril de 2011 para decidir o campeão da Taça da Liga de 2010–11. O jogo foi disputado no Estádio Cidade de Coimbra, em Coimbra, entre o Sport Lisboa e Benfica e o Futebol Clube Paços de Ferreira. O Benfica venceu o Paços por 2–1, vencendo a competição pela terceira vez consecutiva.

## Jogo
| 23 de abril de 2011 | Paços de Ferreira | 1 – 2 | Benfica                    | Estádio Cidade de Coimbra, Coimbra   |
| 20:45 UTC           | Luisão 51' (ag)   |       | Jara 17' · Javi García 43' | Público: 26 222 Árbitro: João Capela |